# 白鹿皮币
白鹿皮币，或称西汉皮币，简称皮币，指汉武帝于元狩四年（公元前119年）发行的一种皮制品，要求贵族以重金购买后用于衬垫向皇帝上贡的玉璧。白鹿皮币用皇家禁苑中白鹿的皮制成，每张一方尺，饰以彩画，值四十万钱，学界对其是否为货币仍有争论。

## 历史
白鹿皮币最早见于《史記·平準書》的记载，汉武帝元狩四年（前119年）“乃以白鹿皮方尺，緣以藻繢，為皮幣，直四十萬”，就是说取一平方尺大小的白鹿皮，边缘用彩色的绣纹修饰后就是皮币，每张皮币的价值为四十万钱，且文中也到出了皮币的发行依据“古者皮币，诸侯以聘享”，“聘”指诸侯间的通问修好，“享”指诸侯向天子进献方物。根据古籍记载，作为聘享礼物的皮币在先秦时期的确存在，如《左传·襄公二十八年》中有“寡君是故使吉，奉其皮币”，而且在典籍中皮币还可以记作“币皮”，仅《仪礼·聘礼》所见就有三处。
先秦直到汉代，“币”与“帛”是同义字，所谓“古者皮币”其实是指“皮”（毛皮）和“币”（布帛）两种物品，用皮币或束帛衬垫玉璧是先秦时期诸侯聘享的礼节之一。汉初，由于经济凋敝，物资匮乏，中央政府放弃了对铸造、发行货币的垄断，允许民间自由铸钱，使郡国贵族、富商靠铸币积累了大量财富。财政紧张是发行白鹿皮币的主要原因，汉武帝继位后发动了对匈奴的战争，不仅需要巨额的直接军费开支，而且对征战匈奴将士进行了大量赏赐，此外大兴土木、赈济灾民等原因也加重了中央政府的财政困难。中央财政紧张，物价渐趋上涨，急需削弱地方豪强的经济实力，因此汉廷以“崇古礼”、“应祥瑞”的旗号，强行恢复“皮币荐璧”的聘享仪式，要求贵族以重金购买皮币衬垫向皇帝上贡的玉璧，将财富进行再分配，打击诸侯王、加强中央财力。

## 是否为货币

### 货币
上海辞书出版社1979年版《辞海》中称皮币“是一种信用货币”，1999年版《辞海》中称其为“汉武帝时用宫苑中的白鹿皮制成的有价凭证”。萧清《中国古代货币史》中不仅将皮币视为汉代钱币之一，而且称它是中国“古代纸币的前驱”，“已与大额虚价纸币无异”。

### 非货币
白鹿皮币不具有货币的基本功能，也就是其不能执行价值尺度的职能，也没有承担流通手段的职能。反而比較類似印花稅稅收手段。在《史记》《汉书》《九章算术》《居延汉简》等一系列可能保留西汉货币价值尺度史料的文献中，黄金、铜钱、白金三品的价值有多处出现，但皮币却只有“值四十万”这一个孤立的价格记载，而不见白鹿皮作为价值尺度的史料。白鹿皮币只是在王侯宗室朝觑聘享时用四十万钱向中央政府购买，然后再作为礼品奉献给皇帝，仅在此时价值四十万，其他情景中则仅有一块鹿皮的价值。根据古籍记载，无论是铜钱，还是白金三品的盗铸、伪造现象均非常常见，西汉法律上有伪黄金弃市律，有盗铸白金、铜钱死罪律，但仿制白鹿皮币的史料却不见于汉代文献，律法中也没有提及，说明白鹿皮币并不作为流通手段出现。